# گودیر تایر

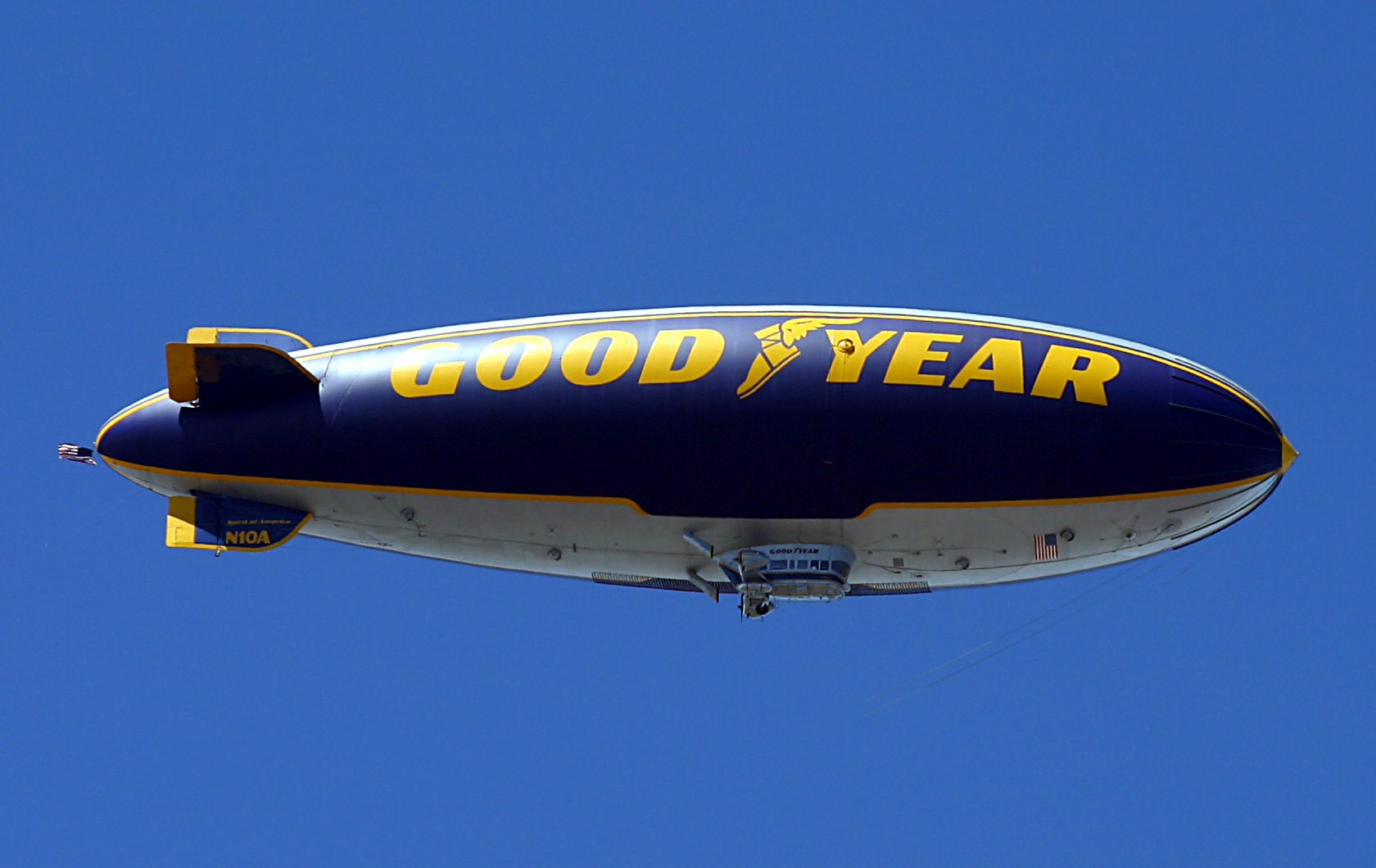
بالن گودیر

گودیر تایر (به انگلیسی: Goodyear Tire) شرکت تایر و لاستیک‌سازی آمریکایی است، که در سال ۱۸۹۸ توسط فرانک سیبرلینگ، در شهر اکران، اوهایو تأسیس شد.
گودیر تولیدکننده انواع لاستیک‌ها، برای خودرو، کامیون‌های تجاری، کامیون‌های سبک، اتومبیل‌های مسابقه، هواپیما، ماشین‌آلات کشاورزی و همچنین کلیه لاستیک‌های ماشین‌آلات سنگین، می‌باشد. نام این شرکت، از نام چارلز گودیر، مخترع نوعی لاستیک، گرفته شده‌است. وی این لاستیک را، در سال ۱۸۳۹ اختراع کرد و نکته قابل توجه اینست، که گودیر هیچوقت با این شرکت ارتباط مستقیم نداشته‌است.
شرکت گودیر، اولین بار، برای ساخت نوعی بالون هوایی کوچک، بنام گودیر، در سراسر جهان شناخته شد. این نوع بالون، در سال ۱۹۲۵ اولین پرواز خود را انجام داد. این نوع بالون، که بعدها به بالون گودیر معروف شد، امروزه یکی از آیکون‌های تبلیغاتی در ایالات متحده بشمار می‌رود.
این شرکت موفق‌ترین تولیدکننده تایر در تاریخ مسابقات فرمول یک است و رکورد گودیر در این مسابقات، دست‌نیافتنی می‌باشد. مسابقات فرمول یک فصل ۱۹۹۸، آخرین دوره‌ای بود، که شرکت گودیر، در مسابقات فرمول یک حضور داشت و درحال‌حاضر، تنها منبع تایر، برای سری نسکار می‌باشد. بخشی از سهام شرکت گودیر تایر در بازار بورس نیویورک، بورس لندن و بورس نزدک معامله می‌شود. گودیر از اجزاء سابق میانگین صنعتی داو جونز است.